# National Provincial Championship 1982
La National Provincial Championship 1982 fue la séptima edición del principal torneo de rugby de Nueva Zelanda.
El campeón del torneo fue el equipo de Auckland quienes lograron su primer campeonato.

## Sistema de disputa
Los equipos enfrentan a los diez equipos restantes en una sola ronda.
- El equipo que logre mayor cantidad de puntos al final del torneo se corona campeón.

- El equipo que se ubicó en la última posición jugó un repechaje frente al campeón de la Segunda División.

## Clasificación
| Pos. | Equipo           | Encuentros | Encuentros | Encuentros | Encuentros | Tantos | Tantos | Tantos | Puntos |
| Pos. | Equipo           | PJ         | PG         | PE         | PP         | F      | C      | Dif    | Puntos |
| ---- | ---------------- | ---------- | ---------- | ---------- | ---------- | ------ | ------ | ------ | ------ |
| 1.º  | Auckland         | 10         | 8          | 0          | 2          | 214    | 105    | +109   | 16     |
| 2.º  | Canterbury       | 10         | 7          | 1          | 2          | 219    | 132    | +87    | 15     |
| 3.º  | Counties Manukau | 10         | 7          | 1          | 2          | 183    | 114    | +89    | 15     |
| 4.º  | Waikato          | 10         | 7          | 0          | 3          | 180    | 156    | +24    | 14     |
| 5.º  | Manawatu         | 10         | 6          | 0          | 4          | 214    | 134    | +80    | 12     |
| 6.º  | Wellington       | 10         | 4          | 1          | 5          | 181    | 189    | -8     | 9      |
| 7.º  | Hawke´s Bay      | 10         | 4          | 0          | 6          | 167    | 152    | +15    | 8      |
| 8.º  | Wairarapa Bush   | 10         | 3          | 1          | 6          | 100    | 229    | -129   | 7      |
| 9.º  | North Auckland   | 10         | 3          | 0          | 7          | 140    | 157    | -17    | 6      |
| 10.º | Otago            | 10         | 2          | 0          | 8          | 137    | 237    | -100   | 4      |
| 11.º | Bay of Plenty    | 10         | 2          | 0          | 8          | 92     | 222    | -130   | 4      |

|  | Campeón.                                      |
|  | Repechaje frente al campeón de la División 2. |

| Bandera de Nueva Zelanda |
| Campeón Auckland         |
| Primer título            |

## Promoción
| 2 de octubre de 1982 | Bay of Plenty | 23 - 4 | Taranaki |  |  |

- Bay of Plenty mantiene la categoría para la próxima temporada.